# عایشه (نام)
عایشه یا آیشا (عربی: عائشة؛ آوایش فصیح: Āʾisha، همچنین با آوایش‌ها گوناگون) نامی مؤنث عربی به‌معنای «زنی که خوش می‌زیَد» یا «زنانه‌وار» است.

 عایِشَه  (با استاندارد لاتین Ayesha) آوایش رایج در جهان عرب است و و به‌طور جهانی در کشورهای با جمعیت بالای مسلمانان سنی مانند ایالات متحده، در رتبهٔ ۲٬۲۰۰ از ۴٬۲۷۵ نامِ برگزیده شده برای دختران، در سرشماری دهه ۱۹۹۰م قرار گرفت. نام عایشه در جهان انگلیسی‌زبان پس از آنکه در اثر اچ. رایدر هگرد با عنوان «او: تاریخچهٔ ماجراجویی» آمد، محبوب شد.
- عایشه باعونیه، (؟ -۱۵۱۶م) صوفی و شاعر شامی
- عایشه بنت فضل صوفی، (؟ -۱۱۵۱م) محدث خراسانی
- عایشه صفار، محدث مسلمان ایرانی
- عایشه کمسانی، (۱۰۶۸–۱۱۳۵م) محدث و فقیه ایرانی خراسانی
- عایشه بنت ابراهیم دمشقی، (۱۲۴۷–۱۳۱۸) محدّث شامی
- عایشه بالسی، (؟ -۱۴۰۰م) محدث شامی
- عایشه حلبی، (۱۴۰۰–۱۴۹۴م) محدث شامی
- عایشه منوبی، (۱۱۹۳–۱۲۶۷م) صوفی، نیکوکار و قاری مغربی
- عایشه حرانیه، (۱۲۴۹–۱۳۳۶) محدث شامی
- عایشه شرایحی دمشقی، (۱۳۵۸–۱۴۳۸) محدّث شامی
- عایشه انصاریه، (۱۱۹۵–۱۲۱۰م) محدث برجستهٔ مصری
- عایشه بنت ابراهیم صدیق، (۱۲۶۲–۱۳۴۰) قاری، حافظ قرآن و محدّث شامی
- عایشه بنت علی مصری، (۱۲۶۶–۱۴۳۷) محدث، خوشنویس و تاریخ‌دان مصری
- عایشه بنت مستنجد، (۱۱۶۴–۱۲۴۲) امیربانو عباسی و نیکوکار عراقی
- عایشه بنت عیسی مقدسی، (؟ -۱۲۹۸)محدث فلسطینی
- عایشه بنت عبدالرحمان هاشمی، (۱۱۴۷–۱۴۲۰م) محدث و نیکوکار حجازی
- عایشه بنت محمد بغدادی، (؟ -۱۲۴۳) محدث، نیکوکار، فقیه و واعظ عراقی
- عایشه شان، خواننده کردتبار ترکی